# Route européenne 65
Pour les articles homonymes, voir E65 et Route 65.
La route européenne 65 (E65) est une route reliant Malmö à La Canée en passant par Szczecin, Prague, Bratislava, Zagreb, Neum, Pristina, Skopje et Larissa.

## Tracé

### Suède
En Suède, la route E65 se confond avec :
| (Auto)route | Tracé                | Villes traversées | Routes européennes croisées |
| ----------- | -------------------- | ----------------- | --------------------------- |
|             | Entre Malmö et Ystad |                   | E6 E20 E22 à Malmö          |

### Pologne
En Pologne, la route E65 se confond avec :
| (Auto)route | Tracé                            | Villes traversées                                           | Routes européennes croisées             |
| ----------- | -------------------------------- | ----------------------------------------------------------- | --------------------------------------- |
|             | Entre Świnoujście et Goleniów    |                                                             |                                         |
|             | Entre Goleniów et Bolków         | Szczecin, Gorzów Wielkopolski, Zielona Góra, Lubin, Legnica | à Szczecin près de Świebodzin à Legnica |
|             | Entre Bolków et Szklarska Poręba | Jelenia Góra                                                |                                         |

### Tchéquie
En Tchéquie, la route E65 se confond avec :
| (Auto)route | Tracé                     | Villes traversées | Routes européennes croisées                              |
| ----------- | ------------------------- | ----------------- | -------------------------------------------------------- |
|             | Entre Harrachov et Prague | Mladá Boleslav    | à Turnov à Prague                                        |
|             | Entre Prague et Brno      | Humpolec          | en commun jusqu'à Mirošovice à Humpolec à Jihlava à Brno |
|             | Entre Brno et Lanžhot     |                   |                                                          |

### Slovaquie
En Slovaquie, la route E65 se confond avec :
| (Auto)route | Tracé                    | Villes traversées | Routes européennes croisées    |
| ----------- | ------------------------ | ----------------- | ------------------------------ |
|             | Entre Kúty et Bratislava |                   | à Bratislava depuis Bratislava |

### Hongrie
En Hongrie, la route E65 se confond avec :
| (Auto)route | Tracé                                | Villes traversées            | Routes européennes croisées |
| ----------- | ------------------------------------ | ---------------------------- | --------------------------- |
|             | Entre Rajka et Hegyeshalom           |                              | en commun                   |
|             | Entre Hegyeshalom et Mosonmagyaróvár |                              | en commun                   |
|             | Entre Mosonmagyaróvár et Nádasd      | Csorna, Szombathely, Körmend | à Körmend                   |
|             | Entre Nádasd et Zalaegerszeg         |                              |                             |
|             | Entre Zalaegerszeg et Nagykanizsa    |                              |                             |
|             | Entre Nagykanizsa et Letenye         |                              | en commun à Letenye         |

### Croatie (avant Neum)
En Croatie, la route E65 se confond d'abord avec :
| (Auto)route | Tracé                        | Villes traversées | Routes européennes croisées |
| ----------- | ---------------------------- | ----------------- | --------------------------- |
|             | Entre Goričan et Zagreb      |                   | en commun à Zagreb          |
|             | Entre Zagreb et Bosiljevo    | Karlovac          | en commun                   |
|             | Entre Bosiljevo et Rijeka    |                   | à Rijeka                    |
|             | Entre Rijeka et Kraljevica   |                   |                             |
|             | Entre Kraljevica et Jasenice | Senj              |                             |
|             | Entre Jasenice et Nova Sela  | Zadar, Split      | jusqu'à Split               |
|             | Entre Nova Sela et Metković  |                   | à Metković                  |
|             | Entre Metković et Opuzen     |                   |                             |
|             | Entre Opuzen et Neum         |                   |                             |

### Bosnie-Herzégovine
En Bosnie-Herzégovine, la route E65 passe par :
| (Auto)route | Tracé | Villes traversées | Routes européennes croisées |
| ----------- | ----- | ----------------- | --------------------------- |
| M2          | Neum  |                   |                             |

### Croatie (après Neum)
En Croatie, la route E65 revient en passant par :
| (Auto)route | Tracé                    | Villes traversées | Routes européennes croisées |
| ----------- | ------------------------ | ----------------- | --------------------------- |
|             | Entre Neum et Palje Brdo | Dubrovnik         | depuis Dubrovnik            |

### Monténégro
Au Monténégro, la route E65 emprunte les routes suivantes :
| (Auto)route | Tracé                         | Villes traversées       | Routes européennes croisées |
| ----------- | ----------------------------- | ----------------------- | --------------------------- |
|             | Entre Herceg Novi et Petrovac | Bouches de Kotor, Budva | E80 en commun               |
| M2.4        | Entre Petrovac et Sutomore    |                         | E80 en commun               |
|             | Entre Sutomore et Pogdorica   |                         | E80 en commun               |
|             | Entre Pogdorica et Rožaje     |                         | E80 en commun               |

### Serbie
En Serbie, la route E65 passe par :
| (Auto)route | Tracé                       | Villes traversées | Routes européennes croisées |
| ----------- | --------------------------- | ----------------- | --------------------------- |
|             | Entre Špiljani et Ribariće  |                   | en commun à Ribariće        |
|             | Entre Ribariće et Vitkoviće |                   | en commun                   |

### Kosovo
Au Kosovo, la route E65 passe par :
| (Auto)route | Tracé                               | Villes traversées                      | Routes européennes croisées          |
| ----------- | ----------------------------------- | -------------------------------------- | ------------------------------------ |
| M2 et R6    | Entre Vitkoviće et Đeneral Janković | Mitrovicë, Vučitrn, Pristina, Uroševac | E80 jusqu'à Pristina E851 à Pristina |

### Macédoine du Nord
En Macédoine du Nord, la route E65 passe par :
| (Auto)route | Tracé                            | Villes traversées | Routes européennes croisées |
| ----------- | -------------------------------- | ----------------- | --------------------------- |
| A4          | Entre Đeneral Janković et Skopje |                   |                             |
| A2          | Entre Skopje et Podmolyé         | Tetovo, Kičevo    |                             |
| A3          | Entre Podmolyé et Medjitliya     | Ohrid, Bitola     |                             |

### Grèce
En Grèce, la route E65 se confond avec :
| (Auto)route | Tracé                          | Villes traversées                           | Routes européennes croisées                                     |
| ----------- | ------------------------------ | ------------------------------------------- | --------------------------------------------------------------- |
|             | Entre Medjitliya et Paleochori | Flórina, Ptolemaïda, Kozani, Larissa, Lamía | à Flórina à Kozani à Larissa entre Lamia et Thermopyles à Lamia |
|             | Entre Paleochori et Itea       |                                             |                                                                 |
|             | Entre Itea et Antirion         |                                             |                                                                 |
|             | pont Rion-Antirion             |                                             | en commun                                                       |
|             | Entre Rio et Corinthe          |                                             | à Corinthe                                                      |
|             | Entre Corinthe et Kalamata     | Tripoli                                     | à Tripoli depuis Allagi                                         |
|             | Entre Kissamos et La Canée     |                                             | à La Canée                                                      |